# Elitsa Kostova
Elitsa Kostova (en búlgaro: Елица Костова) 10 de abril de 1990 es una tenista profesional búlgara y miembro del equipo de Bulgaria de la Copa Federación. El 12 de septiembre de 2016, alcanzó su más alto ranking de la WTA en individuales el cual fue 130, mientras que su mejor ranking de dobles fue 154 el 26 de octubre de 2015. Su récord de la búlgara equipo de Copa Federación es 12-14.

## Títulos ITF

### Individual (5)
| Torneos de $100,000 |
| Torneos de $75,000  |
| Torneos de $50,000  |
| Torneos de $25,000  |
| Torneos de $15,000  |
| Torneos de $10,000  |

| N.º | Fecha                   | Torneo               | Superficie  | Oponentes        | Resultado     |
| --- | ----------------------- | -------------------- | ----------- | ---------------- | ------------- |
| 1.  | 22 de junio de 2008     | Alcobaça, Portugal   | Dura        | Amanda Carreras  | 3-6, 6-2, 6-2 |
| 2.  | 15 de noviembre de 2009 | Le Havre, Francia    | Arcilla (i) | Sina Haas        | 6-0, 6-4      |
| 3.  | 9 de octubre de 2011    | Dobrich, Bulgaria    | Arcilla     | Elena Bogdan     | 7-6 (6) , 6-2 |
| 4.  | 22 de junio de 2014     | Montpellier, Francia | Arcilla     | Sofiya Kovalets  | 7-5, 6-1      |
| 5.  | 9 de julio de 2016      | Budapest, Hungría    | Arcilla     | Viktoriya Tomova | 6–0, 7–6(3)   |

#### Finalista (16)
| N.º | Fecha                   | Torneo                        | Superficie | Oponentes           | Resultado           |
| --- | ----------------------- | ----------------------------- | ---------- | ------------------- | ------------------- |
| 1.  | 20 de abril de 2008     | Antalya , Turquía             | Arcilla    | Michelle Gerards    | 2-6, 6-2, 6-7(3)    |
| 2.  | 7 de diciembre de 2008  | Vinaroz, España               | Arcilla    | Conny Perrin        | 4-6, 2-6            |
| 3.  | 21 de febrero de 2010   | Albufeira, Portugal           | Dura       | Evelyn Mayr         | 4-6, 4-6            |
| 4.  | 4 de julio de 2010      | Mont-de-Marsan, Francia       | Arcilla    | Petra Cetkovská     | 2-6, 2-6            |
| 5.  | 25 de julio de 2010     | Les Contamines, Francia       | Dura       | Andrea Hlaváčková   | 5-7, 6-0, 4-6       |
| 6.  | 21 de noviembre de 2010 | Wellington, Nueva Zelanda     | Dura       | Erika Sema          | 2-6, 6-3, 4-6       |
| 7.  | 3 de diciembre de 2010  | Bendigo, Australia            | Dura       | Tímea Babos         | 6-3, 3-6, 5-7       |
| 8.  | 13 de febrero de 2011   | Vale do Lobo, Portugal        | Dura       | Alison Van Uytvanck | 4-6, 6-4, 2-6       |
| 9.  | 3 de julio de 2011      | Pozoblanco, España            | Dura       | Eleni Daniilidou    | 3-6, 2-6            |
| 10. | 7 de agosto de 2011     | Trnava, Eslovaquia            | Arcilla    | Yvonne Meusburger   | 6-0, 2-6, 0-6       |
| 11. | 14 de agosto de 2011    | Koksijde, Bélgica             | Arcilla    | Kiki Bertens        | 2-6, 1-6            |
| 12. | 13 de noviembre de 2011 | Benicarló, España             | Arcilla    | Garbiñe Muguruza    | 6-7(3), 7-6(4), 3-6 |
| 13. | 7 de abril de 2013      | Dijon, Francia                | Dura (i)   | Kristina Barrois    | 3-6, 5-7            |
| 14. | 3 de noviembre de 2013  | New Braunfels, Estados Unidos | Dura       | Anna Tatishvili     | 4-6, 4-6            |
| 15. | 2 de noviembre de 2014  | Sharm el-Sheikh, Egipto       | Dura       | Margarita Gasparyan | 3-6, 0-6            |
| 16. | 1 de febrero de 2015    | Andrézieux-Bouthéon, Francia  | Dura       | Margarita Gasparyan | 4-6, 4-6            |

### Dobles (3)
| Torneos de $100,000 |
| Torneos de $75,000  |
| Torneos de $50,000  |
| Torneos de $25,000  |
| Torneos de $15,000  |
| Torneos de $10,000  |

| N.º | Fecha                    | Torneos               | Superficie | Pareja                | Oponentes                            | Resultado         |
| --- | ------------------------ | --------------------- | ---------- | --------------------- | ------------------------------------ | ----------------- |
| 1.  | 14 de mayo de 2011       | Zagreb, Croacia       | Arcilla    | Barbara Sobaszkiewicz | Ani Mijačika Ana Vrljić              | 1-6, 6-3, [12-10] |
| 2.  | 10 de junio de 2012      | Zlin, República Checa | Arcilla    | Jasmina Tinjić        | Verónica Cepede Royg Teliana Pereira | 4-6, 6-1, [10-8]  |
| 3.  | 20 de septiembre de 2013 | Saint-Malo, Francia   | Arcilla    | Florencia Molinero    | Kathinka von Deichmann Nina Zander   | 6-2, 6-4          |